# مدينة دانتسيغ الحرة
مدينة دانتسيغ الحرة (بالألمانية: Freie Stadt Danzig)، (بالبولندية: Wolne Miasto Gdańsk) كانت دولة مدينة شبه مستقلة بين عامي 1920 و1939، وتتألف من ميناء دانتسيغ على بحر البلطيق (هي الآن غدانسك في بولندا) وما يقرب من مائتي مدينة وقرية في المناطق المحيطة بها. أسست في 15 تشرين الثاني/نوفمبر 1920  وفقا لأحكام المادة 100 (القسم الحادي عشر من الجزء الثالث) من معاهدة فرساي لعام 1919 بعد انتهاء الحرب العالمية الأولى.
ضمت المدينة الحرة مدينة دانتسيغ وغيرها من المدن والقرى والمستوطنات القريبة التي كانت أغلبية سكانها من العرق الألماني. وكما ذكرت المعاهدة، فإن المنطقة ستبقى منفصلة عن ألمانيا بعد الحرب (جمهورية فايمار) وعن الجمهورية البولندية الثانية المستقلة حديثا (بولندا ما بين الحربين)، ولكنها ليست دولة مستقلة. وكانت المدينة الحرة تحت حماية عصبة الأمم ووضعت في اتحاد جمركي ملزم مع بولندا.
منحت بولندا كامل الحقوق في تطوير وصيانة وسائل النقل والاتصالات ومرافق الموانئ في المدينة. أسست المدينة الحرة لمنح بولندا منفذا إلى ميناء بحري كبير. كان أغلب سكان المدينة من الألمان، ولكنها كانت أيضٔا تضم أقلية بولندية كبيرة. وقد استاء السكان الألمان بشدة من الانفصال عن ألمانيا. زاد التوتر عندما سيطر الحزب النازي على المشهد السياسي في ألمانيا بين عامي 1935-1936.
وبما أن بولندا لم تسيطر بالكامل على الميناء البحري، وخاصة فيما يتعلق بالمعدات العسكرية، بني ميناء جديد في غدينيا المجاورة ابتداء من عام 1921.
في عام 1933، سيطر الحزب النازي المحلي على حكومة المدينة وقمع المعارضة الديمقراطية. فر العديد من اليهود بسبب الاضطهاد. ألغى النازيون وضع المدينة الحرة بعد الغزو الألماني لبولندا في عام 1939، وأدرجوا المنطقة في الرايخسغاو المشكل حديثا في دانتسيغ وغرب بروسيا. قام النازيون بتصنيف البولنديين واليهود الذين يعيشون في المدينة على أنهم بشر أدنى درجة، ما عرضهم للتمييز والسخرة والإبادة. أرسل العديد منهم إلى معسكرات الاعتقال النازية حيث مات العديد منهم هناك، بما في ذلك شتوتهوف القريبة (وهي الآن شتوتوفو في بولندا).
فر عدد كبير من المواطنين أو قتلوا خلال غزو المدينة من قبل الجيش السوفياتي في الأشهر الأولى من عام 1945. تم طرد العديد من الألمان الباقين بعد الحرب إلى ألمانيا الغربية أو الشرقية حيث بدأ أعضاء من الأقلية العرقية البولندية قبل الحرب بالعودة، وبدأ مستوطنون بولنديون جدد في القدوم إليها. وبسبب هذه الأحداث، عانت المدينة (التي أصبح اسمها غدانسك) من نقص شديد في عدد السكان ولم تعد لتعدادها السابق حتى أواخر الخمسينات. وأصبحت المدينة فيما بعد جزءا من بولندا بعد اتفاق بوتسدام.

## التأسيس

### فترات الاستقلال والحكم الذاتي
تمتعت دانزيغ بتاريخ باكر من الاستقلال. وقد كانت لاعبًا أساسيًا في الاتحاد البروسي الذي كان موجهًا ضد إمارة نظام التيوتون. نص الاتحاد مع الملك البولندي، كازيمير الرابع جاجيلون، على أن يتولى التاج البولندي دور رئيس الدولة للأجزاء الغربية من بروسيا (بروسيا الملكية). في المقابل، بقيت دوقية بروسيا إقطاعية بولندية. موّلت دانزيغ ومدن أخرى مثل إلبينغ وثورن الجزء الأكبر من الحرب وتمتعت بمستوى عال من حكم المدن الذاتي. استخدمت دانزيغ لقب مدينة دانزيغ البولندية الملكية.
في عام 1569، ومع موافقة طبقات بروسيا الملكية على دمج الإقليم ضمن الكومنولث البولندي الليتواني، أصرت المدينة على الحفاظ على مكانتها الخاصة. ودافعت عن نفسها عبر حصار دانزيغ المكلف عام 1577 بهدف الحفاظ على الامتيازات الخاصة، وأصرت لاحقًا على التفاوض بإرسال مبعوثين مباشرة إلى الملك البولندي. موقع دانزيغ كميناء للمياه العميقة يلتقي فيه نهر فيستولا ببحر البلطيق جعلها واحدة من أغنى المدن في أوروبا في القرنين السادس عشر والسابع عشر إذ شُحنت الحبوب من بولندا وأوكرانيا عبر نهر فيستولا على عبّارات لتحمّل على سفن في دانزيغ، حيث كانت تُشحن إلى أوروبا الغربية. ونظرًا إلى أن العديد من التجار الذين كانوا يشحنون الحبوب من دانزيغ كانوا هولنديين، وبنوا لأنفسهم منازل على الطراز الهولندي، مما دفع بسكان آخرين من دانزيغ إلى تقليدهم، وهكذا أعطيت المدينة مظهرًا هولنديًا مميزًا. باتت دانزيغ تُعرف باسم «أمستردام الشرق»، وهي ميناء بحري ثري ومفترق طرق تجاري يربط اقتصادات أوروبا الغربية والشرقية مع بعضها بعضًا، وتسبب موقعها حيث كان يصب نهر فيستولا في بحر البلطيق بخلق منافسة بين قوى مختلفة على حكم المدينة.
على الرغم من أن دانزيغ باتت جزءًا من مملكة بروسيا في التقسيم الثاني لبولندا في عام 1793، فقد تعرضت بروسيا لغزو من قبل نابليون بونابرت في عام 1806، وفي سبتمبر من عام 1807 أعلن نابليون دانزيغ دولة عميلة نصف مستقلة تابعة للإمبراطورية الفرنسية، عُرفت باسم مدينة دانزيغ الحرة. دامت المدينة سبع سنوات إلى ان أعيد دمجها ضمن مملكة بروسيا في عام 1814 بعد هزيمة نابليون في معركة لايبزغ (معركة الأمم) من قبل تحالف ضم روسيا والنمسا وبروسيا. بقيت المدينة جزءًا من بروسيا حتى عام 1920، لتصبح جزءًا من الرايخ في عام 1871.
دعا المبدأ الرابع عشر من مبادئ الرئيس وودرو ويلسون الأربعة عشر إلى استعادة بولندا لاستقلالها وأن تتمتع ب«وصول آمن إلى البحر»، وهو وعد أشار ضمنيًا إلى وجوب أن تصبح دانزيغ التي احتلت موقعًا استراتيجيًا حيث نهر فيستولا في بحر البلطيق جزءًا من بولندا. في مؤتمر باريس للسلام 1919، طلب الوفد البولندي الذي ترأسه رومان دموفسكي من الرئيس ويلسون احترام المبدأ الرابع عشر بنقل دانزيغ إلى بولندا، وحاجج بأن بولندا لن تكون قابلة للحياة اقتصاديًا بدون دانزيغ وأنه بالنظر إلى أن المدينة كانت جزءًا من بولندا حتى عام 1793، فقد كانت بصورة شرعية جزءًا من بولندا في كل الأحوال. ومع ذلك، كان الرئيس ويلسون قد وعد بأن يكون حق تقرير المصير الوطني أساس اتفاقية فرساي. نظرًا إلى أن 90% من شعب دانزيغ في تلك الفترة كانوا من الألمان، توصل القادة الحلفاء في مؤتمر باريس للسلام إلى تسوية بإقامة مدينة دانزيغ الحرة، وهي دولة مدينة تمتعت فيها بولندا بحقوق خاصة معينة. كان هناك شعور بأن ضم مدينة ألمانية بنسبة 90% إلى بولندا سيشكل انتهاكًا لمبدأ تقرير المصير الوطني، إلا أنه في الوقت نفسه منح وعد المبادئ الأربعة عشر التي تتيح لبولندا التمتع ب«وصول آمن إلى البحر» حقًا لبولندا في المطالبة بدانزيغ، ومن هنا جاءت تسوية مدينة دانزيغ الحرة.
كانت مدينة دانزيغ الحرة إلى حد بعيد عمل الدبلوماسية البريطانية إذ أيد كل من رئيس الوزراء الفرنسي جورج كليمنصو والرئيس الأمريكي وودرو ويلسون مطلب بولندا، وكانت اعتراضات رئيس الوزراء البريطاني ديفيد لويد جورج فقط ما منع دانزيغ من أن تؤول إلى بولندا. على الرغم من إقامة المدينة الحرة، لم يكن البريطانيون مؤمنين بقابلية مدينة دانزيغ الحرة للحياة، إذ كتب لويد جورج آنذاك: «ستقاتل فرنسا غدًا من أجل الألزاس في حال الطعن في حقها، ولكن هل سنشن نحن حربًا من أجل دانزيغ؟». كتب وزير الخارجية آرثر بلفور في صيف عام 1918 أن الألمان كانوا يزدرون البولنديين بشراسة لدرجة أنه لم يكن من الحكمة أن تخسر ألمانيا أي أرض لبولندا حتى لو كان ذلك مبررًا من الناحية الأخلاقية، إذ إن الألمان لن يقبلوا أبدًا بخسارة أرض للبولنديين المكروهين وأنه كان من المحتم أن يتسبب وضع كهذا بنشوب حرب. خلال مؤتمر باريس للسلام في عام 1919، سعى البريطانيون باستمرار إلى تقليل الخسائر الألمانية الإقليمية لبولندا على أساس أن الألمان كان لديهم مثل هذا الازدراء التام للبولنديين إلى جانب بقية الشعوب السلافية لدرجة أن مثل هذه الخسائر ستحدث جروحًا عميقة في شعورهم وستتسبب بحرب. على الرغم من المراراة الشديدة في العداء الفرنسي الألماني، كان الألمان يمتلكون احترامًا على مضض للفرنسيين لم يمتد ليشمل البولنديين إطلاقًا. خلال مؤتمر باريس للسلام، بدأت لجنة كانت تجري تحقيقات حول مكان الحدود بين ألمانيا وبولندا ترأسها مؤرخ بريطاني، جيمس هيدلام مورلي، بالبحث في تاريخ دانزيغ. وعند اكتشاف أن دانزيغ كانت مدينة حرة في الماضي، توصل هيدلام مورلي إلى ما اعتبره حلًا وسطيًا ممتازًا تصبح بموجبه دانزيغ مدينة حرة مرة أخرى لا تنتمي إلى أي من ألمانيا أو بولندا. مع معارضة البريطانيين لأن تصبح دانزيغ جزءًا من بولندا ومعارضة الفرنسيين والأمريكيين لأن تصبح دانزيغ جزءًا من ألمانيا، جرى تبنّي حل هيدلام مورلي الوسطي لمدينة دانزيغ الحرة.
كانت المناطق الريفية المحيطة بدانزيغ بولندية بنسبة ساحقة واشتكى ممثلو المزارعين البولنديين حول دانزيغ من إدراجهم ضمن مدينة دانزيغ الحرة، قائلين أنهم كانوا يريدون الانضمام إلى بولندا. من جانبهم، اشتكى ممثلو السكان الألمان لدانزيغ من فصلهم عن ألمانيا، وطالبوا باستمرار بإعادة دمج مدينة دانزيغ الحرة ضمن الرايخ. كتبت المؤرخة الكندية مارجريت مكميلان أن الإحساس بهوية دانزيغ الوطنية لم يبرز أبدًا خلال وجود المدينة الحرة، ودائمًا ما اعتبر سكان دانزيغ الألمان أنفسهم ألمانًا أُخرجوا بشكل ظالم من ألمانيا. تسببت خسارة دانزيغ بأذى عميق للكبرياء القومي الألماني وتحدث القوميون الألمان في فترة ما بين الحربين عن «الجرح المفتوح في الشرق» الذي كان مدينة دانزيغ الحرة. وعلى الرغم من ذلك، كانت جميع صادرات بولندا تقريبًا تمر عبر دانزيغ حتى بناء غدينيا، وكان الرأي العام البولندي معارضًا لأن تكون لألمانيا «سيطرة خانقة» على الاقتصاد البولندي.

### الإقليم
ضمت مدينة دانزيغ الحرة (1920-1939) مدينة دانزيغ (غدانسك) وبلدات زوبوت (سوبوت) وأوليفا (أوليوا) وتيغنهوف (نوفي دفور غدانسكي) ونويتايك (نوفي ستاف) ونحو 252 قرية و63 نجعة، تغطي منطقة يبلغ إجمالي مساحتها 1,966 كم مربعًا (759 ميلًا مربعًا). شكلت مدن دانزيغ (منذ عام 1818) وزوبوت (منذ عام 1920) مدنًا مستقلة (أحياء مدينة) في حين أن كل البلدات والبلديات الأخرى كانت جزءًا من واحدة من المقاطعات الريفية الثلاث (المقاطعات)، دانزيغر هوهي ودانزيغر نيدرونغ (كلتاهما كانت تقع في مدينة دانزيغ) وغروسيس فيردر التي كانت تقع في تيغنهوف.
في عام 1928، كانت أراضيها تغطي 1,952 كم مربعًا من بينها 58 كم مربعًا من سطح مياه عذبة. كان طول الحدود يبلغ 290.5 كم، وبلغ طول الشريط الساحلي منها 66.35 كم.